# Acropora exquisita
Acropora exquisita is een rifkoralensoort uit de familie van de Acroporidae. De wetenschappelijke naam van de soort is voor het eerst geldig gepubliceerd in 1971 door Nemenzo.